# Hylaeus xanthaspis
Hylaeus xanthaspis är en biart som först beskrevs av Cockerell 1910.  Hylaeus xanthaspis ingår i släktet citronbin, och familjen korttungebin. Inga underarter finns listade i Catalogue of Life.